# Titularbistum Bisuldino
Bisuldino ist ein Titularbistum der römisch-katholischen Kirche.
Es geht zurück auf einen untergegangenen Bischofssitz in der Stadt Valpuesta, die in der römischen Provinz Tarraconensis lag. Der Bischofssitz gehörte der Kirchenprovinz Tarragona an.
| Titularbischöfe von Bisuldino |                               |                                                            |                  |                   |
| Nr.                           | Name                          | Amt                                                        | von              | bis               |
| 1                             | Tadeusz Bogusław Błaszkiewicz | Weihbischof in Przemyśl (Polen)                            | 6. Juni 1970     | 7. Juni 1993      |
| 2                             | Lorenzo Voltolini Esti        | Weihbischof in Porto Vecchio (Ecuador)                     | 7. Dezember 1993 | 6. August 2007    |
| 3                             | Hervé Gaschignard             | Weihbischof in Toulouse (Frankreich)                       | 30. Oktober 2007 | 24. Januar 2012   |
| 4                             | Juan Antonio Aznárez Cobo     | Weihbischof in Pamplona (Spanien)                          | 9. Juni 2012     | 15. November 2021 |
| 5                             | Alejandro Arellano Cedillo    | Dekan der Römischen Rota mit persönlichem Titel Erzbischof | 2. Februar 2023  |                   |